# Film 2
Film 2 er en dansk dokumentarfilm fra 2010 med instruktion og manuskript af Jesper Ravn.

## Handling
Filminstruktøren Jesper Ravn stiftede for første gang bekendtskab med digteren Christel Wiinblad i et tv-show. I stedet for at tale om sig selv, brugte hun showet til at promovere sin skizofrene bror Jannick Wiinblads band Mother Sparrow. Før dette havde hun brugt et år på at kontakte diverse pladeselskaber i forsøget på at skaffe broderen en pladekontrakt, der ville hjælpe til med at distrahere ham fra de selvmordstanker han havde.
Jesper Ravn inviterede Christel Wiinblad til en filmoptagelse, hvor hun skulle læse op af sine digte. Optagelserne foregik i ét take på en enkelt 16 mm filmrulle.